# Еледио
Еледио̀ (на гръцки: Ελεδιώ, Еледьо̀) е село в Кипър, окръг Пафос. Според статистическата служба на Република Кипър през 2001 г. селото има 22 жители.
Намира се на 1 км североизточно от Аксилу.